# 2022年世界田径锦标赛
2022年世界田径锦标赛是第18届世界田径锦标赛，原定于2021年8月6日至15日在美国俄勒冈州尤金举行，在2020年东京奥运会受2019冠状病毒病疫情影响推迟后，世界田聯提出可能把本次赛事推迟到2022年。2020年4月8日，本次赛事确认推迟到2022年，具体举办日期为7月15日至7月24日。
2022年3月11日，世界田聯宣布将根据个人项目的积分来颁发新的团体项目奖杯。在2022年俄罗斯入侵乌克兰事件之后，世界田聯禁止所有俄罗斯和白俄罗斯运动员和官员参加世界锦标赛。

## 申办过程
美国尤金、卡塔尔多哈和西班牙巴塞罗那都提交了申办2019年世界田径锦标赛的申请，巴塞罗那在第一轮投票中落选，而尤金败于多哈。国际田联于2015年4月16日于北京召开的会议上未经投票即宣布尤金将举办2021年田径世锦赛。之后由于2020年东京奥运会被推迟，第18届田径世锦赛由原定的2021年举办改为2022年举办。这将是北美洲第二次举办田径世锦赛，上一次是在加拿大埃德蒙顿举办的第8届世界田径锦标赛。这也是美国第一次举办世界田径锦标赛。
本次尤金未经投票就成功申办田径世锦赛的结果引发了原定申办的欧洲城市的不满。英国《卫报》引用前国际田联主席拉明·迪亚克的话，称国际田联选择尤金举办是“抓住了难得的机会来举办一场可获得巨大经济收益的赛会”。在田径世锦赛的历史上，日本大阪曾在没有竞争对手的情况下轻松获得了2007年世界田径锦标赛的主办权，而与尤金申办第18届田径世锦赛不同的是，大阪的对手——匈牙利布达佩斯和德国柏林是主动退出竞争的。

## 主场馆
本次田径世锦赛将在俄勒冈大学海沃德田径场进行。这座田径场经过整修后，将可以容纳三万人。

## 奖牌榜
*   主办国家/地区（美国）
| 排名                      | 国家 / 地区               | 金牌 | 銀牌 | 銅牌 | 总计 |
| ------------------------- | ------------------------- | ---- | ---- | ---- | ---- |
| 1                         | 美国*                     | 13   | 9    | 11   | 33   |
| 2                         | 埃塞俄比亚                | 4    | 4    | 2    | 10   |
| 3                         | 牙买加                    | 2    | 7    | 1    | 10   |
| 4                         |                           | 2    | 5    | 3    | 10   |
| 5                         | 中国                      | 2    | 1    | 3    | 6    |
| 6                         |                           | 2    | 0    | 1    | 3    |
| 7                         | 秘鲁                      | 2    | 0    | 0    | 2    |
| 8                         | 波兰                      | 1    | 3    | 0    | 4    |
| 9                         | 加拿大                    | 1    | 2    | 1    | 4    |
| 9                         | 日本                      | 1    | 2    | 1    | 4    |
| 11                        | 英国                      | 1    | 1    | 5    | 7    |
| 12                        | 挪威                      | 1    | 1    | 1    | 3    |
| 13                        |                           | 1    | 1    | 0    | 2    |
| 13                        | 格林纳达                  | 1    | 1    | 0    | 2    |
| 13                        | 尼日利亚                  | 1    | 1    | 0    | 2    |
| 16                        | 比利时                    | 1    | 0    | 2    | 3    |
| 16                        | 瑞典                      | 1    | 0    | 2    | 3    |
| 16                        | 乌干达                    | 1    | 0    | 2    | 3    |
| 19                        | 巴西                      | 1    | 0    | 1    | 2    |
| 19                        | 德国                      | 1    | 0    | 1    | 2    |
| 19                        | 意大利                    | 1    | 0    | 1    | 2    |
| 22                        | 巴哈马                    | 1    | 0    | 0    | 1    |
| 22                        | 法国                      | 1    | 0    | 0    | 1    |
| 22                        |                           | 1    | 0    | 0    | 1    |
| 22                        | 摩洛哥                    | 1    | 0    | 0    | 1    |
| 22                        | 葡萄牙                    | 1    | 0    | 0    | 1    |
| 22                        |                           | 1    | 0    | 0    | 1    |
| 22                        | 斯洛文尼亚                | 1    | 0    | 0    | 1    |
| 22                        | 委内瑞拉                  | 1    | 0    | 0    | 1    |
| 30                        | 荷兰                      | 0    | 3    | 1    | 4    |
| 31                        | 立陶宛                    | 0    | 1    | 1    | 2    |
| 31                        | 乌克兰                    | 0    | 1    | 1    | 2    |
| 33                        | 阿尔及利亚                | 0    | 1    | 0    | 1    |
| 33                        | 布基纳法索                | 0    | 1    | 0    | 1    |
| 33                        | 克罗地亚                  | 0    | 1    | 0    | 1    |
| 33                        | 希腊                      | 0    | 1    | 0    | 1    |
| 33                        | 印度                      | 0    | 1    | 0    | 1    |
| 33                        | 韩国                      | 0    | 1    | 0    | 1    |
| 39                        | 西班牙                    | 0    | 0    | 2    | 2    |
| 40                        | 巴巴多斯                  | 0    | 0    | 1    | 1    |
| 40                        | 捷克                      | 0    | 0    | 1    | 1    |
| 40                        | 以色列                    | 0    | 0    | 1    | 1    |
| 40                        | 菲律宾                    | 0    | 0    | 1    | 1    |
| 40                        | 波多黎各                  | 0    | 0    | 1    | 1    |
| 40                        | 瑞士                      | 0    | 0    | 1    | 1    |
| 总计（共45个国家 / 地区） | 总计（共45个国家 / 地区） | 49   | 49   | 49   | 147  |

#### 橫掃頒獎台
| 日期    | 項目        | 國家 / 地區   | 金牌                  | 银牌              | 铜牌               |
| ------- | ----------- | ------------- | --------------------- | ----------------- | ------------------ |
| 7月16日 | 男子100公尺 | 美国（USA）   | 弗雷德·克利           | 馬爾溫·布雷西     | 特拉伊馮·布魯梅爾  |
| 7月17日 | 男子鉛球    | 美国（USA）   | 瑞安·克勞澤           | 喬·科瓦奇         | 乔什·阿沃顿德      |
| 7月17日 | 女子100公尺 | 牙买加（JAM） | 谢莉-安·弗雷泽-普赖斯 | 謝瑞卡·傑克遜     | 伊萊恩·湯普森-赫拉 |
| 7月21日 | 男子200公尺 | 美国（USA）   | 諾亞·萊爾斯           | 肯尼斯·貝德納雷克 | 埃里揚·奈頓        |

## 比赛结果

### 男子
2017 | 2019 | 2022 | 2023 | 2025

#### 径赛
| 项目 | 金牌                                                                                                | 金牌             | 银牌 | 银牌        | 铜牌                                                                                       | 铜牌        |
| 100米 (風速: -0.1 m/s) （詳細）                                                                                                  | 弗雷德·克利 · 美国（USA）                                                                           | 9.86             | 馬爾溫·布雷西 · 美国（USA）                                                                                  | 9.88 [.874] | 特拉伊馮·布魯梅爾 · 美国（USA）                                                            | 9.88 [.876] |
| 200米 (風速: +0.4 m/s) （詳細）                                                                                                  | 諾亞·萊爾斯 · 美国（USA）                                                                           | 19.31 NR, WL     | 肯尼斯·貝德納雷克 · 美国（USA）                                                                              | 19.77 SB    | 埃里揚·奈頓 · 美国（USA）                                                                  | 19.80       |
| 400米 （詳細） | 迈克尔·诺曼 · 美国（USA）                                                                           | 44.29            | 基拉尼·詹姆斯 · 格林纳达（GRN）                                                                              | 44.48       | 馬修·哈德遜-史密斯 · 英国（GBR）                                                           | 44.66       |
| 800米 （詳細） | 埃馬紐埃爾·科里爾 · （KEN）                                                                         | 1:43.71 SB       | 賈邁勒·塞傑提 · 阿尔及利亚（ALG）                                                                            | 1:44.14     | 马尔科·阿罗普 · 加拿大（CAN）                                                              | 1:44.28     |
| 1500米 （詳細） | 傑克·懷特曼 · 英国（GBR）                                                                           | 3:29.23 WL, PB   | 雅各布·英厄布里格森 · 挪威（NOR）                                                                            | 3:29.47 SB  | 穆罕默德·卡蒂尔 · 西班牙（ESP）                                                            | 3:29.90 SB  |
| 5000米 （詳細） | 雅各布·英厄布里格森 · 挪威（NOR）                                                                   | 13:09.24         | 雅各布·克罗普 · （KEN）                                                                                      | 13:09.98    | 奥斯卡·切利莫 · 乌干达（UGA）                                                              | 13:10.20 SB |
| 10,000米 （詳細） | 约书亚·切普特盖 · 乌干达（UGA）                                                                     | 27:27.43 SB      | 史丹利·维塔卡·姆布鲁 · （KEN）                                                                               | 27:27.90 SB | 雅各布·基普利莫 · 乌干达（UGA）                                                            | 27:27.97 SB |
| 马拉松 （詳細） | 塔米拉特·托拉 · 埃塞俄比亚（ETH）                                                                   | 2:05:36 CR       | 莫西内特·杰瑞姆 · 埃塞俄比亚（ETH）                                                                          | 2:06.44     | 巴希爾·阿卜迪 · 比利时（BEL）                                                              | 2:06.48     |
| 110米栏 (風速: +1.2 m/s) （詳細）                                                                                                | 格蘭特·霍洛威 · 美国（USA）                                                                         | 13.03            | 特雷·昆寧漢姆 · 美国（USA）                                                                                  | 13.08       | 阿谢尔·马丁内斯 · 西班牙（ESP）                                                            | 13.17 PB    |
| 400米栏 （詳細） | 埃里森·多斯·桑托斯 · 巴西（BRA）                                                                    | 46.20 CR, AR, WL | 萊伊·本傑明 · 美国（USA）                                                                                    | 46.89 SB    | 特雷弗·巴西特 · 美国（USA）                                                                | 47.39 PB    |
| 3000米障碍赛跑 （詳細） | 蘇菲恩·埃爾·巴卡利 · 摩洛哥（MAR）                                                                  | 8:25.13          | 拉梅查·吉爾馬 · 埃塞俄比亚（ETH）                                                                            | 8:26.01     | 肯瑟拉斯·基普魯托 · （KEN）                                                                | 8:27.92     |
| 20公里竞走 （詳細） | 山西利和 · 日本（JPN）                                                                              | 1:19:07          | 池田向希 · 日本（JPN）                                                                                       | 1:19:14     | 佩爾修斯·卡爾斯特羅姆 · 瑞典（SWE）                                                        | 1:19:18     |
| 35公里竞走 （詳細） | 馬西莫·斯塔諾 · 意大利（ITA）                                                                       | 2:23.14          | 川野将虎 · 日本（JPN）                                                                                       | 2:23.15     | 佩爾修斯·卡爾斯特羅姆 · 瑞典（SWE）                                                        | 2:23.44     |
| 4×100米接力 （詳細） | 加拿大 · 亚伦·布朗 · 約羅姆·布萊克 · 布兰顿·罗德尼 · 安德烈·德格拉塞                                | 37.48 WL NR      | 美国 · 克里斯蒂安·科爾曼 · 諾亞·萊爾斯 · 以利亚·霍尔 · 馬爾溫·布雷西                                         | 37.55 SB    | 英国 · 乔纳·埃弗洛科 · 詹內·休斯 · 納塔尼爾·米切爾-布萊克 · 瑞斯·普雷斯科德 · 亞當·戈米利* | 37.83 SB    |
| 4×400米接力 （詳細） | 美国 · 伊利亞·戈德溫 · 迈克尔·诺曼 · 布萊斯·戴蒙 · Champion Allison · 弗农·诺伍德* · 特雷弗·巴西特* | 2:56.17 WL       | 牙买加 · 阿基姆·布卢姆菲尔德 · 内森·艾伦 · 傑沃恩·鮑威爾 · 克里斯托弗·泰勒 · 卡拉伊姆·巴特利* · Anthony Cox* | 2:58.58     | 比利时 · 迪伦·博莱 · 朱利安·瓦特兰 · 亚历山大·多姆 · 凯万·博莱 · 约纳坦·萨库尔*            | 2:58.72     |
| AR地区纪录 \| CR锦标赛纪录 \| NR国家纪录 \| OR奥运会纪录 \| PB/PR个人最佳/纪录 \| SB个人赛季最佳 \| WR世界纪录 \| WL世界赛季最佳 | |                  | |             |                                                                                            |             |

* 仅参加预赛但仍获得奖牌的选手。

#### 田赛
| 项目 | 金牌                                 | 金牌       | 银牌                                   | 银牌       | 铜牌                                 | 铜牌       |
| 跳高 （詳細） | 穆塔茲·伊薩·巴爾希姆 · （QAT）       | 2.37 m WL  | 禹相赫 · 韩国（KOR）                   | 2.35 m =NR | 安德里·普罗岑科 · 乌克兰（UKR）      | 2.33 m SB  |
| 撑杆跳高 （詳細） | 阿曼德·杜普兰蒂斯 · 瑞典（SWE）      | 6.21 m WR  | 克里斯·尼爾森 · 美国（USA）            | 5.94 m     | 欧内斯特·约翰·奥比纳 · 菲律宾（PHI） | 5.94 m AR  |
| 跳远 （詳細） | 王嘉男 · 中国（CHN）                 | 8.36 m SB  | 米爾蒂亞季斯·滕托格盧 · 希腊（GRE）    | 8.32 m     | 西蒙·埃哈默 · 瑞士（SUI）            | 8.16 m     |
| 三级跳远 （詳細） | 佩德羅·巴勃羅·皮查多 · 葡萄牙（POR） | 17.95 m WL | 于格·法布里斯·贊戈 · 布基纳法索（BUR） | 17.55 m SB | 朱亞明 · 中国（CHN）                 | 17.31 m SB |
| 铅球 （詳細） | 瑞安·克勞澤 · 美国（USA）            | 22.94 m CR | 喬·科瓦奇 · 美国（USA）                | 22.89 m SB | 乔什·阿沃顿德 · 美国（USA）          | 22.29 m PB |
| 铁饼 （詳細） | 克里斯蒂安·切赫 · 斯洛文尼亚（SLO）  | 71.13 m CR | 米科拉斯·阿莱克纳 · 立陶宛（LTU）      | 69.27 m    | 安德留斯·古德久斯 · 立陶宛（LTU）    | 67.55 m    |
| 标枪 （詳細） | 安德森·彼得斯 · 格林纳达（GRN）      | 90.54 m    | 尼拉吉·秋普拉 · 印度（IND）            | 88.13 m    | 亞庫布·瓦德萊赫 · 捷克（CZE）        | 88.09 m    |
| 链球 （詳細） | 帕維烏·法伊德克 · 波兰（POL）        | 81.98 m WL | 沃伊切赫·諾維茨基 · 波兰（POL）        | 81.03 m    | 埃溫·亨里克森 · 挪威（NOR）          | 80.87 m SB |
| AR地区纪录 \| CR锦标赛纪录 \| NR国家纪录 \| OR奥运会纪录 \| PB/PR个人最佳/纪录 \| SB个人赛季最佳 \| WR世界纪录 \| WL世界赛季最佳 |                                      |            |                                        |            |                                      |            |

#### 全能
| 项目 | 金牌                      | 金牌    | 银牌                          | 银牌    | 铜牌                      | 铜牌    |
| 十项全能 | 凱文·馬耶爾 · 法国（FRA） | 8816 SB | 皮尔斯·勒帕热 · 加拿大（CAN） | 8701 PB | 扎克·齐梅克 · 美国（USA） | 8676 PB |
| AR地区纪录 \| CR锦标赛纪录 \| NR国家纪录 \| OR奥运会纪录 \| PB/PR个人最佳/纪录 \| SB个人赛季最佳 \| WR世界纪录 \| WL世界赛季最佳 |                           |         |                               |         |                           |         |

### 女子
2017 | 2019 | 2022 | 2023 | 2025

#### 径赛
| 项目 | 金牌 | 金牌             | 银牌 | 银牌        | 铜牌                                                                              | 铜牌        |
| 100米 (風速: +0.8 m/s) （詳細）                                                                                                  | 谢莉-安·弗雷泽-普赖斯 · 牙买加（JAM）                                                                                          | 10.67 CR =WL     | 謝瑞卡·傑克遜 · 牙买加（JAM） | 10.73 PB    | 伊萊恩·湯普森-赫拉 · 牙买加（JAM）                                                | 10.81       |
| 200米 (風速: +0.6 m/s) （詳細）                                                                                                  | 謝瑞卡·傑克遜 · 牙买加（JAM）                                                                                                  | 21.45 CR, NR, WL | 谢莉-安·弗雷泽-普赖斯 · 牙买加（JAM） | 21.81 SB    | 迪娜·阿舍-史密斯 · 英国（GBR）                                                    | 22.02       |
| 400米 | 肖娜·米勒-尤伊伯 · 巴哈马（BAH）                                                                                               | 49.11 WL         | 瑪麗蕾迪·保利諾 · （DOM） | 49.60       | 萨达·威廉斯 · 巴巴多斯（BAR）                                                     | 49.75 NR    |
| 800米 | 阿辛·穆 · 美国（USA） | 1:56.30 WL       | 姬莉·霍金森 · 英国（GBR） | 1:56.38 SB  | 玛丽·莫拉 · （KEN）                                                               | 1:56.71 PB  |
| 1500米 | 菲斯·基皮耶貢 · （KEN） | 3:52.96          | 古達夫·特塞蓋 · 埃塞俄比亚（ETH） | 3:54.52     | 蘿拉·繆爾 · 英国（GBR）                                                           | 3:55.28 SB  |
| 5000米 | 古達夫·特塞蓋 · 埃塞俄比亚（ETH）                                                                                              | 14:46.29         | 比阿特丽斯·切贝特 · （KEN） | 14:46.75 SB | 達維特·塞亞姆 · 埃塞俄比亚（ETH）                                                 | 14:47.36    |
| 10,000米 | 萊特森貝特·吉迪 · 埃塞俄比亚（ETH）                                                                                            | 30:09.94 WL      | 海倫·奧桑多·奧比里 · （KEN） | 30:10.02 PB | 玛格丽特·基普肯博伊 · （KEN）                                                     | 30:10.07 PB |
| 马拉松 （詳細） | 戈蒂托姆·格布雷斯拉塞 · 埃塞俄比亚（ETH）                                                                                      | 2:18:11 CR       | 朱迪思·傑普頓·科里爾 · （KEN） | 2:18:20 PB  | 洛娜赫·切姆泰·萨尔皮特 · 以色列（ISR）                                            | 2:20:18     |
| 100米栏 (風速: +2.5 m/s) | 托比·阿穆桑 · 尼日利亚（NGR）                                                                                                  | 12.06 w          | 布里塔妮·安德森 · 牙买加（JAM） | 12.23 w     | 賈絲明·卡馬喬-奎恩 · 波多黎各（PUR）                                              | 12.23 w     |
| 400米栏 （詳細） | 悉妮·麥克勞克林 · 美国（USA）                                                                                                  | 50.68 WR         | 費姆克·博爾 · 荷兰（NED） | 52.27 =SB   | 達莉拉·穆罕默德 · 美国（USA）                                                     | 53.13 SB    |
| 3000米障碍赛跑 | 诺拉·杰鲁托 · （KAZ） | 8:53.02 CR, WL   | 韋庫哈·格塔丘 · 埃塞俄比亚（ETH） | 8:54.61 NR  | 梅基德斯·阿贝贝 · 埃塞俄比亚（ETH）                                               | 8:56.08 PB  |
| 20公里竞走 | 金伯莉·加西亚 · 秘鲁（PER） | 1:26:58 NR       | 卡塔日娜·兹杰布沃 · 波兰（POL） | 1:27.31 NR  | 切阳什姐 · 中国（CHN）                                                            | 1:27:56     |
| 35公里竞走 | 金伯莉·加西亚 · 秘鲁（PER） | 2:39:16 CR，AR   | 卡塔日娜·兹杰布沃 · 波兰（POL） | 2:40:03 PB  | 切阳什姐 · 中国（CHN）                                                            | 2:40:37 AR  |
| 4×100米接力 | 美国 · 梅利莎·杰斐逊 · 阿比·斯坦纳 · 詹娜·普蘭蒂尼 · 特瓦尼莎·特里 · 阿萊婭·霍布斯*                                            | 41.14 WL         | 牙买加 · 肯巴·尼尔森 · 伊萊恩·湯普森-赫拉 · 谢莉-安·弗雷泽-普赖斯 · 謝瑞卡·傑克遜 · 布莉安娜·威廉姆斯* · 娜塔莉娅·怀特* · 雷蒙娜·伯切爾* | 41.18 SB    | 德国 · 塔季扬娜·平托 · 亞歷山德拉·布格哈特 · 吉娜·吕肯肯佩尔 · 丽贝卡·哈泽        | 42.03 SB    |
| 4×400米接力 | 美国 · 塔利莎·迪格斯 · 阿比·斯坦纳 · 布里顿·威尔逊 · 悉妮·麦克劳克林 · 艾麗森·菲利克斯* · 凱琳·惠特尼* · Jaide Stepter Baynes* | 3:17.79 WL       | 牙买加 · 坎迪斯·麥克勞德 · 詹妮維·羅素 · 斯蒂芬妮·安·麦克弗森 · 查罗基·扬 · 史黛西-安·威廉姆斯* · 朱奈爾·布羅姆菲爾德* · 蒂法妮·詹姆斯*  | 3:20.74 SB  | 英国 · 维多利亚·奥胡鲁古 · 妮科尔·耶尔金 · 杰茜·奈特 · 拉维埃·尼尔森 · 阿玛·皮皮* | 3:22.64 SB  |
| AR地区纪录 \| CR锦标赛纪录 \| NR国家纪录 \| OR奥运会纪录 \| PB/PR个人最佳/纪录 \| SB个人赛季最佳 \| WR世界纪录 \| WL世界赛季最佳 | |                  | |             |                                                                                   |             |

* 表示运动员只参加了预赛并获得奖牌。

#### 田赛
| 项目 | 金牌                              | 金牌       | 银牌                                | 银牌       | 铜牌                                | 铜牌       |
| 跳高 | 埃莉诺·帕特森 · （AUS）           | 2.02 m =AR | 雅罗斯拉娃·马胡奇赫 · 乌克兰（UKR） | 2.02 m     | 埃莱娜·瓦洛尔蒂加拉 · 意大利（ITA） | 2.00 m SB  |
| 撑杆跳高 | 凱蒂·奈格奧特 · 美国（USA）       | 4.85 m WL  | 桑迪·莫里斯 · 美国（USA）           | 4.85 m WL  | 尼娜·肯尼迪 · （AUS）               | 4.80 m SB  |
| 跳远 | 瑪萊卡·米哈姆博 · 德国（GER）     | 7.12 m SB  | 埃塞·布魯梅 · 尼日利亚（NGR）       | 7.02 m SB  | 萊蒂西亞·奧羅·梅洛 · 巴西（BRA）    | 6.89 m PB  |
| 三级跳远 | 尤利瑪爾·羅哈斯 · 委内瑞拉（VEN） | 15.47 m WL | 莎妮埃卡·里基茨 · 牙买加（JAM）     | 14.89 m SB | 托丽·富兰克林 · 美国（USA）         | 14.72 m SB |
| 铅球 | 蔡斯·伊利 · 美国（USA）           | 20.49 m    | 鞏立姣 · 中国（CHN）                | 20.39 m    | 杰茜卡·希尔德 · 荷兰（NED）         | 19.77 m    |
| 铁饼 | 馮彬 · 中国（CHN）                | 69.12 m PB | 桑德拉·佩爾科維奇 · 克罗地亚（CRO） | 68.45 m SB | 瓦莱丽·奥尔曼 · 美国（USA）         | 68.30 m    |
| 标枪 | 凱爾希-李·巴伯 · （AUS）          | 66.91 m WL | 卡拉·温格 · 美国（USA）             | 64.05 m    | 北口榛花 · 日本（JPN）              | 63.27 m    |
| 链球 | 布鲁克·安德森 · 美国（USA）       | 78.96 m    | 卡姆琳·罗杰斯 · 加拿大（CAN）       | 75.52 m    | 贾妮·卡萨纳沃伊德 · 美国（USA）     | 74.86 m    |
| AR地区纪录 \| CR锦标赛纪录 \| NR国家纪录 \| OR奥运会纪录 \| PB/PR个人最佳/纪录 \| SB个人赛季最佳 \| WR世界纪录 \| WL世界赛季最佳 |                                   |            |                                     |            |                                     |            |

#### 全能
| 项目 | 金牌                            | 金牌    | 银牌                        | 银牌    | 铜牌                    | 铜牌    |
| 七项全能 | 納菲薩圖·蒂亞姆 · 比利时（BEL） | 6947 WL | 艾紐克·費特爾 · 荷兰（NED） | 6867 NR | 安娜·霍尔 · 美国（USA） | 6755 PB |
| AR地区纪录 \| CR锦标赛纪录 \| NR国家纪录 \| OR奥运会纪录 \| PB/PR个人最佳/纪录 \| SB个人赛季最佳 \| WR世界纪录 \| WL世界赛季最佳 |                                 |         |                             |         |                         |         |

### 混合
| 项目    | 金牌                                                                                     | 金牌       | 银牌                                                                                         | 银牌       | 铜牌                                                                                         | 铜牌       |
| 4x400米 | （DOM） · 利迪奥·安德烈斯·费利斯 · 玛丽蕾迪·保利诺 · 亚历山大·奥甘多 · 菲奥达丽莎·科菲尔 | 3:09.82 WL | 荷兰（NED） · 利马芬·博内法夏 · 莉克·克拉弗 · 托尼·范迪彭 · 费姆克·博尔 · 埃夫利娜·萨尔贝赫* | 3:09.90 NR | 美国（USA） · 伊利亚·戈德温 · 阿莉森·费利克斯 · 弗农·诺伍德 · 肯尼迪·西蒙 · 韦德琳·尤纳塔斯* | 3:10.16 SB |

* 表示运动员只参加了预赛并获得奖牌。

### 团体
| 项目     | 金牌        | 金牌   | 银牌          | 银牌   | 铜牌              | 铜牌   |
| 团体奖杯 | 美国（USA） | 328 分 | 牙买加（JAM） | 110 分 | 埃塞俄比亚（ETH） | 106 分 |

## 参赛代表团
来自192个代表团的1972名运动员将参加世锦赛。
- 阿富汗（1）
- 阿尔巴尼亚（1）
- 阿尔及利亚（8）
- 美属萨摩亚（1）
- 安哥拉（1）
- 安圭拉（1）
- 安提瓜和巴布达（1）
- 阿根廷（11）
- 亚美尼亚（1）
- 阿鲁巴（1）
- 难民运动员（4）
- （65）
- 奥地利（4）
- 阿塞拜疆（2）
- 巴哈马（17）
- 巴林（6）
- （1）
- 巴巴多斯（3）
- 比利时（32）
- 伯利兹（1）
- （2）
- 百慕大（1）
- 不丹（1）
- 玻利维亚（3）
- 波斯尼亚和黑塞哥维那（1）
- 博茨瓦纳（9）
- 巴西（58）
- （2）
- 保加利亚（1）
- 布基纳法索（2）
- 布隆迪（4）
- 喀麦隆（1）
- 加拿大（59）
- 佛得角（1）
- 开曼群岛（1）
- （1）
- 智利（6）
- 中国（53）
- 哥伦比亚（14）
- 科摩罗（1）
- 刚果共和国（2）
- 库克群岛（1）
- 哥斯达黎加（3）
- 克罗地亚（5）
- 古巴（16）
- 塞浦路斯（4）
- 捷克（24）
- 丹麦（16）
- 吉布提（1）
- 多米尼克（2）
- （12）
- 刚果民主共和国（1）
- 东帝汶（1）
- 厄瓜多尔（20）
- 埃及（4）
- 萨尔瓦多（1）
- 厄立特里亚（10）
- 爱沙尼亚（5）
- （1）
- 埃塞俄比亚（40）
- 斐济（1）
- 芬兰（37）
- 法国（45）
- 法属波利尼西亚（1）
- 加蓬（1）
- 冈比亚（2）
- 德国（88）
- （7）
- 直布罗陀（1）
- 英国（81）
- 希腊（19）
- 格林纳达（3）
- 关岛（1）
- 危地马拉（9）
- 几内亚（1）
- 圭亚那（3）
- 海地（1）
- 洪都拉斯（1）
- 中国香港（1）
- 匈牙利（2）
- 冰岛（1）
- 印度（21）
- 印度尼西亚（1）
- 伊朗（2）
- 伊拉克（1）
- 爱尔兰（22）
- 以色列（10）
- 意大利（60）
- 科特迪瓦（6）
- 牙买加（65）
- 日本（68）
- 约旦（1）
- （12）
- （46）
- 基里巴斯（1）
- 科索沃（1）
- 科威特（2）
- （1）
- 拉脱维亚（6）
- 黎巴嫩（1）
- 莱索托（1）
- 利比里亚（4）
- 利比亚（1）
- 立陶宛（9）
- 卢森堡（2）
- 马达加斯加（1）
- 马拉维（1）
- 马来西亚（2）
- 马尔代夫（1）
- （1）
- 马耳他（1）
- 马绍尔群岛（1）
- 毛里求斯（1）
- 墨西哥（25）
- 密克罗尼西亚（1）
- 摩尔多瓦（5）
- 蒙古（4）
- （1）
- 摩洛哥（15）
- 纳米比亚（1）
- （1）
- 尼泊尔（1）
- 荷兰（36）
- 新西兰（20）
- 尼加拉瓜（1）
- （1）
- 尼日利亚（24）
- 北马其顿（1）
- 北马里亚纳群岛（1）
- 挪威（21）
- 阿曼（1）
- 巴基斯坦（1）
- 帕劳（1）
- 巴勒斯坦（1）
- 巴拿马（3）
- 巴布亚新几内亚（1）
- 巴拉圭（1）
- 秘鲁（8）
- 菲律宾（1）
- 波兰（45）
- 葡萄牙（23）
- 波多黎各（7）
- （3）
- 罗马尼亚（8）
- 卢旺达（1）
- 圣基茨和尼维斯（1）
- 圣卢西亚（1）
- 圣文森特和格林纳丁斯（1）
- 萨摩亚（1）
- 圣马力诺（1）
- 圣多美和普林西比（1）
- 沙特阿拉伯（2）
- 塞内加尔（1）
- 塞尔维亚（3）
- 塞舌尔（1）
- （1）
- 新加坡（1）
- 斯洛伐克（5）
- 斯洛文尼亚（10）
- 所罗门群岛（1）
- 索马里（1）
- 南非（43）
- 韩国（3）
- 南苏丹（1）
- 西班牙（61）
- 斯里兰卡（3）
- 苏丹（1）
- 瑞典（22）
- 瑞士（26）
- 叙利亚（1）
- 中华台北（3）
- （1）
- 坦桑尼亚（1）
- 泰国（1）
- 多哥（1）
- （1）
- 特立尼达和多巴哥（11）
- 突尼斯（5）
- 土耳其（8）
- （1）
- 图瓦卢（1）
- 乌干达（17）
- 乌克兰（22）
- 美国（177）
- 乌拉圭（5）
- （1）
- （1）
- 瓦努阿图（1）
- 委内瑞拉（4）
- 越南（1）
- 赞比亚（2）
- 津巴布韦（3）